# The Connells
A The Connells amerikai együttes Raleigh-ből, akik melodikus, gitárközpontú, popzenei elemekkel átitatott rockzenét játszanak. Dalaik sokszor szólnak a Dél-Egyesült Államok történelméről, kultúrájáról.
Az együttes 2001 óta csökkentett aktivitással létezik, habár hivatalosan sosem oszlottak föl, és időről időre koncerteznek is. Az Egyesült Államokban három daluk került fel a Billboard "Alternative Songs" listájának legjobb 10 helyezettje közé, legismertebb daluk azonban vitán felül a "'74–'75", amely Európában is meglehetősen sikeres lett: a kislemez 1995-ben Norvégiában és Svédországban is listavezető lett, és összesen 11 európai országban ért el top 10-es helyezést.

## Tagok

### Jelenlegi tagok
- David Connell – basszusgitár  (1984–)
- Mike Connell – gitár, ének és háttérvokál  (1984–)
- Doug MacMillan – ének, háttérvokál, gitár  (1984–)
- Steve Potak – billentyűs hangszerek  (1991–)
- Mike Ayers – giár  (2001–)
- Rob Ladd – dobok  (2012–)

### Korábbi tagok
- John Schultz – dobok  (1984–1985)
- George Huntley – gitár, billentyűs hangszerek, ének és háttérvokál  (1985–2001, 2014)
- Peele Wimberley – dobok  (1985–1998)
- Steve Ritter – dobok  (1998–2012)
- Chris Stevenson – dobok  (2012)
- Joel Rhodes – trombita, szárnykürt  (2010–2017)

## Diszkográfia

### Stúdióalbumok
- Darker Days (1985)
- Boylan Heights (1987)
- Fun & Games (1989)
- One Simple Word (1990)
- Ring (1993)
- Weird Food and Devastation (1996)
- Still Life (1998)
- Old School Dropouts (2001)
- Steadman's Wake (2021)